# Pedioplanis inornata
Espèce
Pedioplanis inornata est une espèce de sauriens de la famille des Lacertidae.

## Répartition
Cette espèce vit en Afrique du Sud et en Namibie.

## Publication originale
- Roux, 1907 : Beiträge zur Kenntnis der Fauna von Süd-Afrika. Ergebnisse einer Reise von Prof. Max Weber im Jahre 1894. VII. Lacertilia (Eidechsen). Zoologische Jahrbücher. Abteilung für Systematik, Geographie und Biologie der Tiere, vol. 25, p. 403-444 (texte intégral).